# 弘法精舍

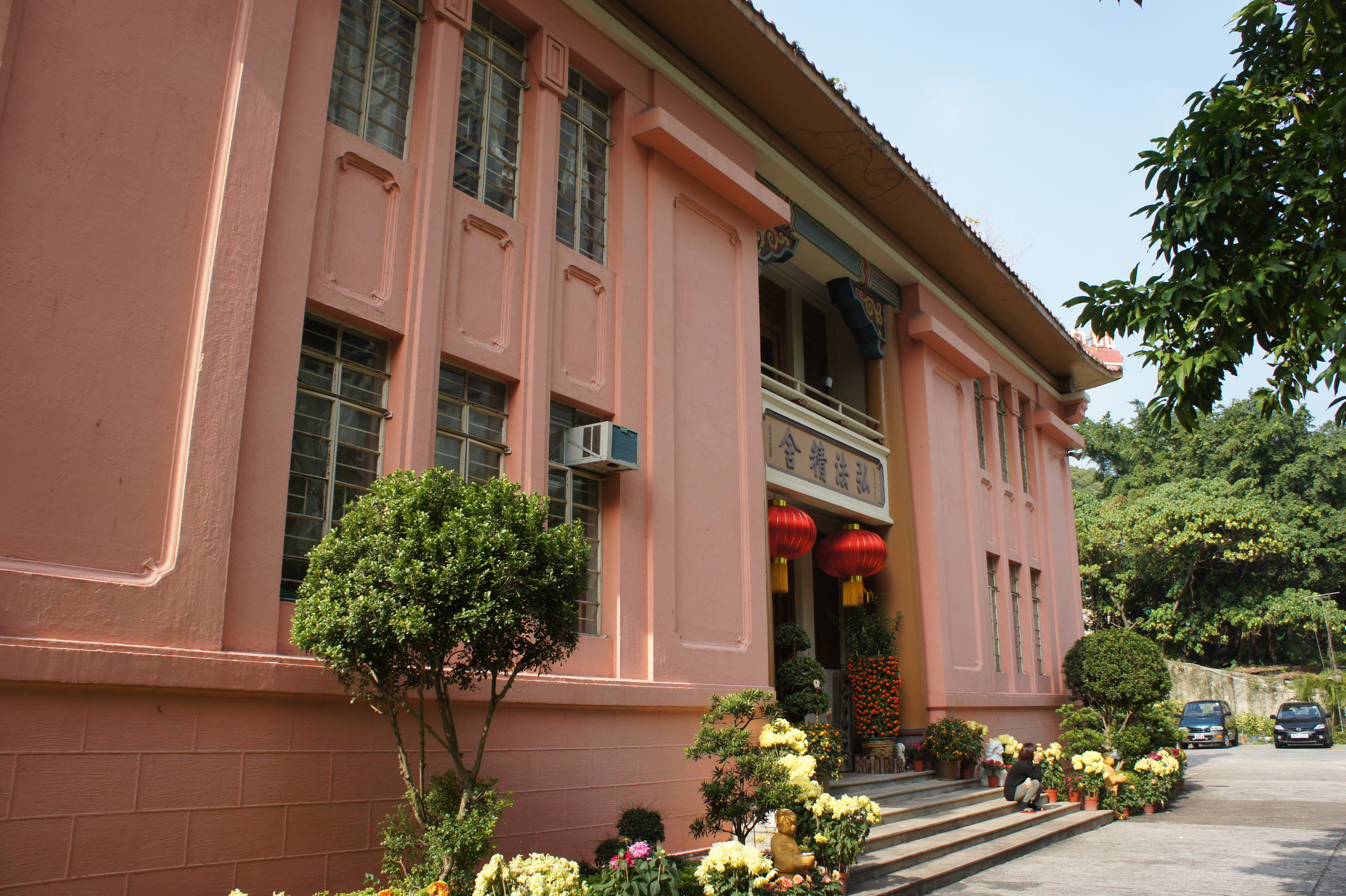
東蓮覺苑 弘法精舍

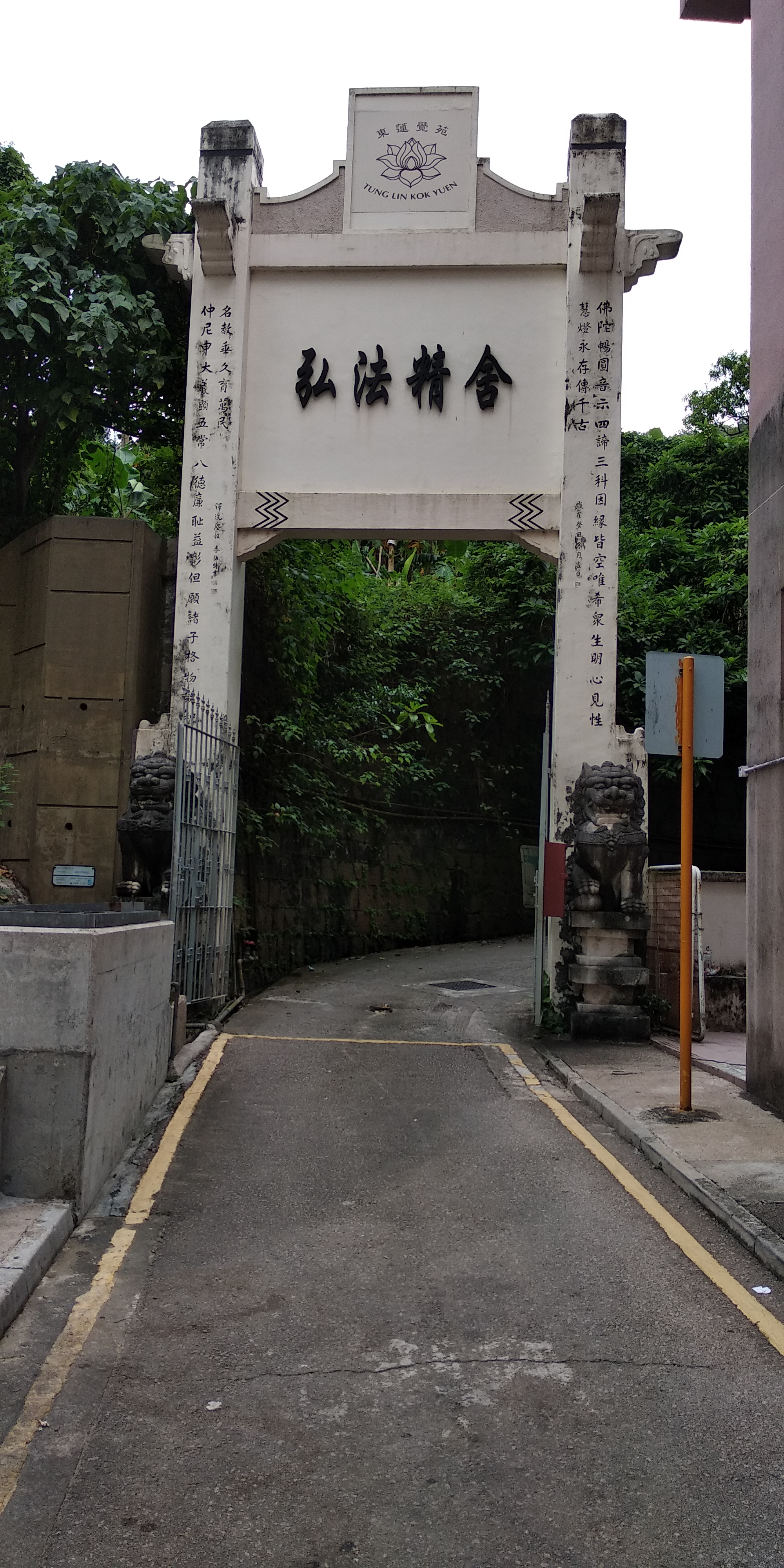
弘法精舍正門牌坊

弘法精舍，全名「東蓮覺苑 弘法精舍」（英語：Tung Lin Kok Yuen Wang Fat Ching She），位於香港荃灣青山公路九咪半發業里八號，創建於1939年，曾是集聚及培育佛教僧侣的场所。

## 简介
最初该精舍是黃杰雲購入供其三夫人王璧娥女士作靜修之用。因王璧娥移居美國，而為著延續前人初發之心，於是將精舍贈予東蓮覺苑。二次大戰後，倓虛法師開辦「華南學佛院」，學僧有暢懷法師及永惺法師等。1967年至1997年間，借予香港僧伽聯合會佛教能仁書院、香港佛教書院作校舍，並一度開辦佛教英文中學分校（荃灣佛教中學，其後遷至屯門大興邨成為釋慧文中學）。於1998至2004年間租用給台灣佛光山，以香港佛教學院名義開辦佛學班，並於2004年至2008年間，香港大學正式租用精舍作為香港大學佛學研究中心之用。為使佛法能利用電子網絡的途徑作迅速的傳播，東蓮覺苑投入資源建設，由於動員甚多，已在2008年9月1日收回作為佛門網站之基地，並延續弘法精舍辦教育、弘揚佛法的精神，使大眾有機會接觸佛法。

## 網上電台
CHANNEL B - 錄音室設於荃灣弘法精舍內，CHANNEL B 提供不同類型的節目，除了有法師主持節目之外，更有九十後青年主持。
現有節目：
- 《家家有本常念的经》
- 《悟樂凡塵》
- 《交換聲音》
- 《B頻道會客室》
- 《劃破黑暗》（已完結）

## 相關網站
- 弘法精舍網站
- 弘法精舍活動相片
- 佛門網站
- CHANNEL B （页面存档备份，存于）（網上電台）